# Harald Lindberg

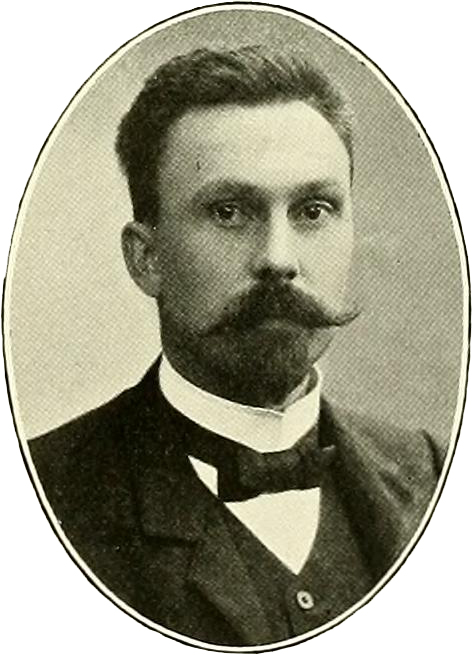
Harald Lindberg, 1904

Harald Lindberg (* 2. November 1871 in Helsinki; † 13. März 1963 ebenda) war ein finnischer Botaniker schwedischer Abstammung. Sein Vater war der Bryologe Sextus Otto Lindberg (1835–1889). Sein botanisches Autorenkürzel lautet „H.Lindb.“

## Leben und Wirken
Lindberg studierte Naturwissenschaften an der Universität Helsinki. Nach dem Studium arbeitete er einige Jahre als Realschullehrer. Im Jahre 1910 promovierte Lindberg an der Universität Helsinki mit einer Dissertation über Alchemilla vulgaris. Anschließend arbeitete er bis zu seiner Pensionierung 1941 als erster Konservator im Botanischen Museum Helsinki.
Seine gesamte Karriere lang sammelte und studierte Lindberg die Flora Fennoskandinaviens, inklusive subfossiler Arten und Moose. Lindberg machte bedeutende Entdeckungen bei seinen Studien zu den heimischen Pflanzen Südeuropas und Nordafrikas, z. B. in Spanien, Sizilien, Griechenland, Zypern und Marokko. Im Jahre 1932 besuchte er Großbritannien und Irland, wo er Arten der Gattung Taraxacum sammelte.
Bei seinen Arbeiten in der Taxonomie beschrieb er 150 neue Arten. Von 1906 bis 1945 war er mit der Zusammenstellung der Plantae Finlandiae Exsiccatae betraut.  Im Bereich der Insektenkunde veröffentlichte Lindberg die Abhandlung Coleoptera insularum Canariensium (1958).

## Ehrungen
Im Jahre 1969 wurde ihm zur Ehre die Grasgattung Lindbergella durch Norman Loftus Bor benannt.

## Werke
- Enumeratio plantarum in Fennoscandia orientali sponte et subsponte nascentium. 1901.
- Schedae operis quod inscribitur Plantae Finlandiae exsiccatae e Museo Botanico Universitatis Helsingforsiensis distributae. 1906–1944.
- Itinera mediterranea. 1932.
- Die Früchte der Taraxacum-Arten Finnlands. 1935.
- Iter Cyprium. 1946.[5]